# Electrodinamică cuantică

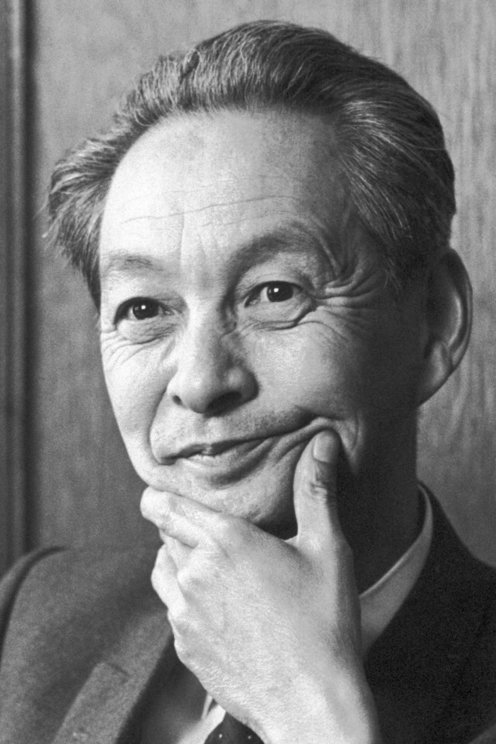
Tomonaga

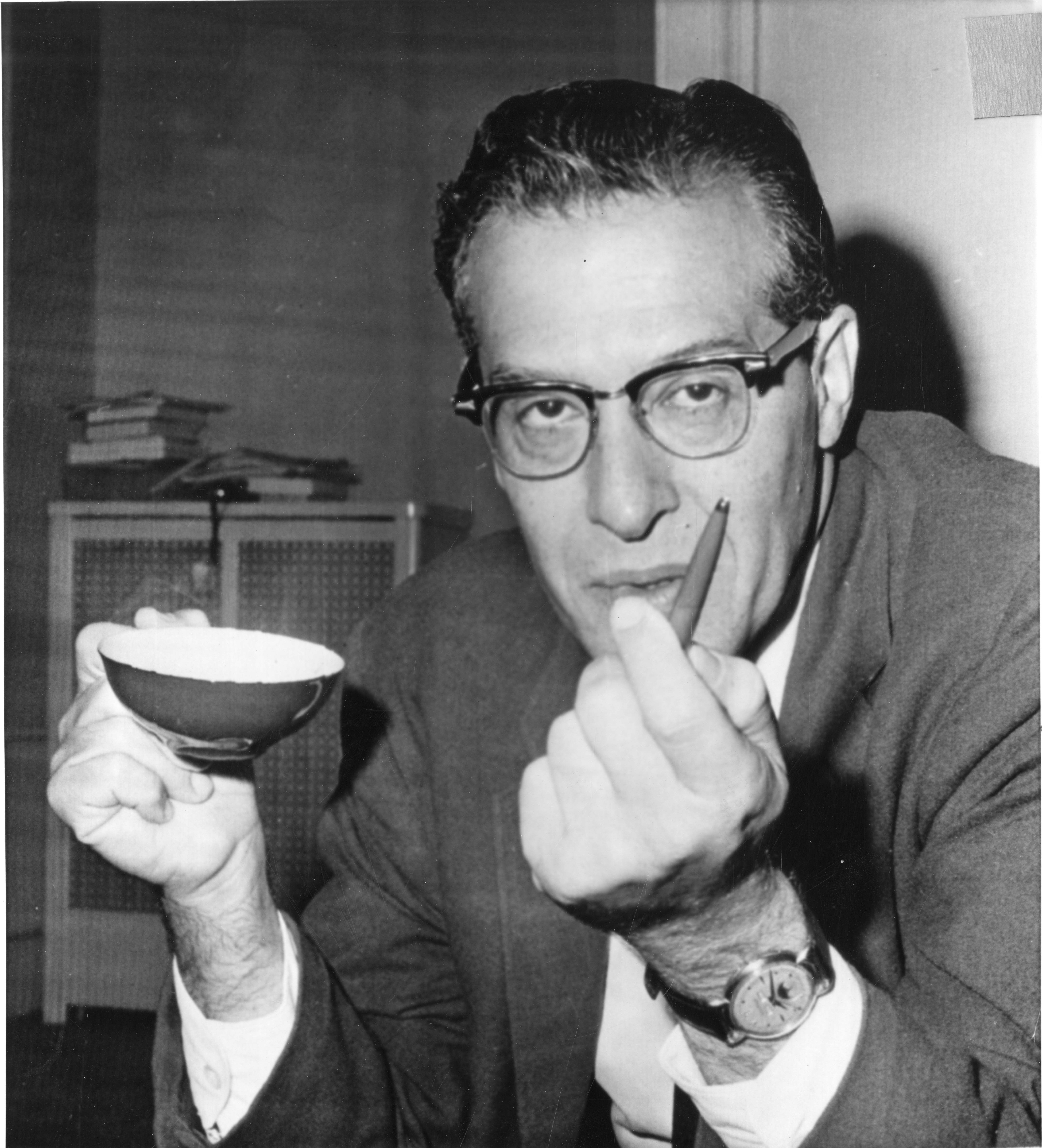
Schwinger

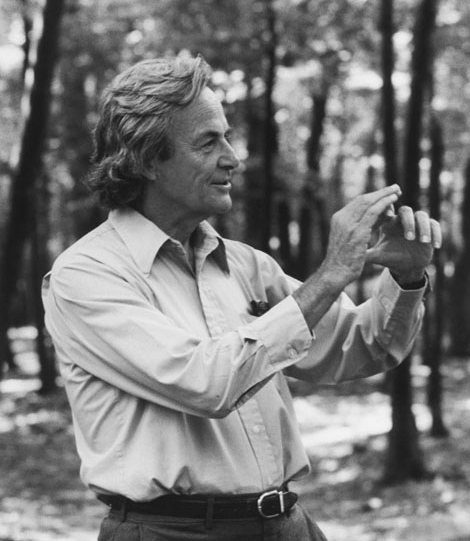
Feynman

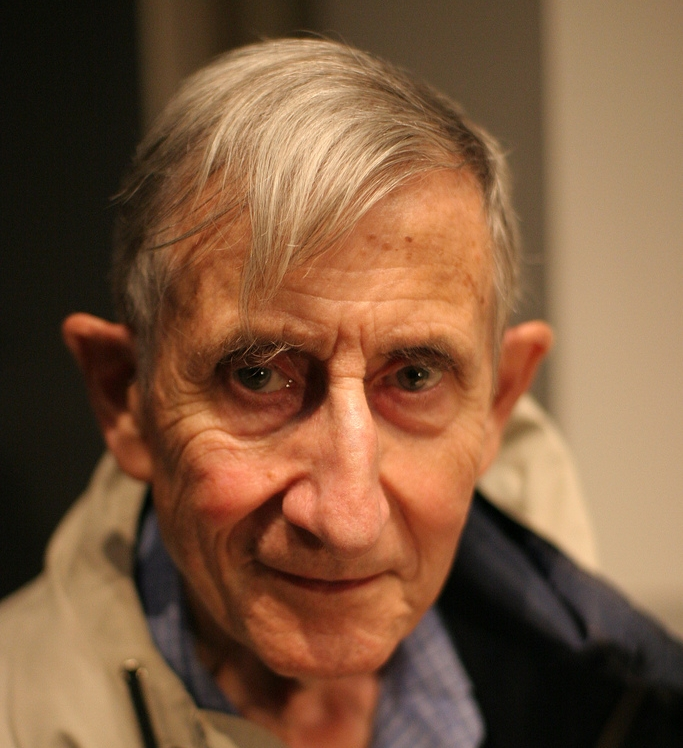
Dyson

Electrodinamica cuantică, sau QED (din engleză Quantum ElectroDynamics), este teoria cuantică relativistă a interacției electromagnetice. Elaborată de Paul Dirac în 1927 ca teorie cuantică a emisiei și absorbției de radiație, ea a fost dezvoltată în ultimii ani ai deceniului 1940, în forme diferite, prin cercetările independente ale lui Sin-Itiro Tomonaga, Julian Schwinger și Richard Feynman. Freeman Dyson a arătat că acestea erau formulări echivalente ale unei teorii unice a interacției dintre materie și radiație, conformă cu principiile fizicii cuantice și teoriei relativității și invariantă la transformările de etalonare din electrodinamică.
În această formă modernă, QED dispune de două instrumente de calcul precise și eficiente: diagramele Feynman (o metodă grafică de a construi amplitudinile proceselor electromagnetice) și renormarea (o metodă analitică de a extrage rezultate cu semnificație fizică din expresii matematice divergente). Cu ajutorul acestora a fost calculat, cu mare precizie, momentul magnetic anomal al electronului, care explică deplasarea Lamb a nivelelor de structură fină ale atomului de hidrogen.
Aceste rezultate teoretice, în acord cu rezultatele experimentale, califică QED ca prototip de teorie cuantică de câmp și componentă a modelului standard al interacțiilor fundamentale.

## Dezvoltarea electrodinamicii cuantice: de la Dirac la Feynman
Teoria cuantică, în stadiul de mecanică cuantică în care se afla în anul 1927, explica structura sistemelor atomice din două puncte de vedere aparent contradictorii, care ilustrau ideea de dualism undă-particulă. Punctul de vedere „ondulatoriu” (Schrödinger) și punctul de vedere „corpuscular” (Heisenberg), în interpretarea statistică dată de Born, conduceau la aceleași rezultate, iar Dirac avea să arate în 1930 că ele erau aspecte complementare ale unei teorii unice. Mecanica cuantică nu includea însă interacția sistemelor atomice cu câmpul electromagnetic: emisia și absorbția de radiație erau explicate ca tranziții între stări staționare, dar nu exista un mod de a calcula probabilitățile acestor tranziții. Exista doar o teorie semiclasică a radiației, elaborată în cadrul teoriei cuantice vechi de Einstein în 1916, care definea niște coeficienți de emisie spontană, emisie stimulată și absorbție, fără o bază teoretică de calcul.
Teoria cuantică a radiației, numită electrodinamică cuantică, a fost elaborată, într-o primă versiune, de Dirac, în 1927. Punctul de vedere era unul corpuscular: radiația electromagnetică era tratată ca un gaz de bosoni de masă zero (fotoni) ale cărui stări erau descrise în reprezentarea numerelor de ocupare, emisia și absorbția de radiație fiind descrise de operatori de creare și anihilare. Punctul de vedere ondulatoriu a fost introdus în același an de Jordan, care a indicat că operatorii de creare și anihilare trebuie utilizați și pentru electroni (fermioni), descriși printr-un câmp cuantic. Fermi a publicat în 1930 o versiune concisă de electrodinamică cuantică, în care electronii atomici erau descriși de ecuația relativistă a lui Dirac.
La începutul deceniului 1930, electrodinamica fusese așadar reformulată conform cu principiile teoriei relativității (electronii descriși de ecuația lui Dirac în modelul numit teoria găurilor, câmpul electromagnetic descris de ecuațiile lui Maxwell) și ale teoriei cuantice (câmpurile cuantificate canonic, stările descrise în reprezentarea numerelor de ocupare). Calculele teoretice efectuate pe această bază în prima aproximație a teoriei perturbațiilor (efectul Compton, crearea de perechi, radiația de frânare) duceau la rezultate în acord cu determinările experimentale, până la energii care depășeau cu ordine de mărime energia de repaus a electronului. Aproximațiile de ordin superior furnizau însă rezultate infinite, așa-numite „divergențe”. Originea acestor divergențe a fost identificată în fluctuațiile de sarcină și curent în urma creării și anihilării de perechi virtuale, care fac ca vidul să capete proprietățile unui mediu polarizat (polarizarea vidului) și în reacția câmpului electromagnetic produs de electronul în mișcare asupra acestuia, care îi modifică masa (energia proprie a electronului). Ideile elaborate pentru eliminarea acestor divergențe prin „renormarea” sarcinii și masei electronului nu constituiau însă o teorie coerentă.
Cercetarea fundamentală în fizică, întreruptă în timpul războiului, când cercetătorii își concentaseră eforturile asupra aplicațiilor militare, a fost reluată în 1946. Problemele fizicii cuantice au fost discutate în trei conferințe organizate sub auspiciile Academiei Naționale de Științe (National Academy of Sciences) a SUA, la Shelter Island (1947), Pocono (1948) și Oldstone (1949). Între timp deveniseră cunoscute lucrările lui Tomonaga, efectuate în timpul războiului și publicate în limba japoneză în 1943. La Shelter Island au fost dezbătute implicațiile deplasării Lamb, recent descoperite: era evident că ecuația lui Dirac dădea o descriere incompletă a proprietăților electronului. Bethe a efectuat un calcul nerelativist al deplasării Lamb, eliminând divergențele prin renormarea masei electronului și obținând un rezultat în bun acord cu experiența. La Pocono, Schwinger a prezentat rezultatul calculului său pentru momentul magnetic anomal al electronului, ca explicație a deplasării Lamb; rezultatul a fost confirmat printr-un calcul independent al energiei proprii a electronului de către Feynman. A fost publicat un rezumat al cercetărilor grupului din Tokio condus de Tomonaga. La Oldstone au fost discutate rezultatele recente ale lui Feynman și Dyson, care completau o imagine unificată a electrodinamicii cuantice.
Schwinger a dat o formulare completă a electrodinamicii cuantice, explicit relativist covariantă și invariantă la transformări de etalonare, cu un formalism matematic avantajos în special în calculul stărilor legate. Feynman și-a prezentat inițial propria versiune a electrodinamicii cuantice ca propagare a electronilor în spațiu-timp, dezvoltând o descriere a pozitronului propusă de Stueckelberg, apoi a reformulat-o matematic în limbajul unei teorii lagrangiene de câmp. Utilitatea practică a formulării Feynman constă într-un ansamblu de reguli explicite pentru calculul matricii S (care, conform sugestiei lui Heisenberg, ar conține informația completă asupra mărimilor observabile într-un sistem de particule elementare). Expresia grafică a acestui ansamblu de reguli a primit numele de diagrame Feynman. Dyson a demonstrat echivalența formulărilor Tomonaga-Schwinger-Feynman și faptul că divergențele care apar în matricea S pot fi eliminate prin renormarea masei și sarcinii electronului.
|      | Punct de vedere ondulatoriu (câmpuri)                       | Punct de vedere ondulatoriu (câmpuri)                       | Punct de vedere corpuscular (particule)           | Punct de vedere corpuscular (particule)           |
| ---- | ----------------------------------------------------------- | ----------------------------------------------------------- | ------------------------------------------------- | ------------------------------------------------- |
| 1946 | Tomonaga (formularea Tomonaga a QED)                        |                                                             |                                                   |                                                   |
| 1947 |                                                             |                                                             | Bethe (calculul nerelativist al deplasării Lamb)  | Bethe (calculul nerelativist al deplasării Lamb)  |
| 1948 | Tomonaga (cercetările grupului din Tokio)                   | Schwinger (momentul magnetic anomal)                        | Feynman (calculul relativist al energiei proprii) | Feynman (calculul relativist al energiei proprii) |
| 1949 |                                                             | Schwinger (formularea Schwinger a QED)                      |                                                   |                                                   |
| 1949 | Dyson (echivalența formulărilor Tomonaga-Schwinger-Feynman) | Dyson (echivalența formulărilor Tomonaga-Schwinger-Feynman) | Dyson (matricea S)                                | Feynman (formularea spațiu-timp a QED)            |
| 1950 |                                                             |                                                             |                                                   | Feynman (formularea lagrangiană a QED)            |

## Formalismul matematic
Interacția dintre materie (alcătuită, în sensul restrâns al electrodinamicii cuantice, din electroni și pozitroni) și radiație (alcătuită din fotoni) poate avea loc în orice punct din continuumul spațiu-timp. Dinamica acestui proces este descrisă matematic în contexul teoriei câmpurilor printr-un „câmp de materie” {\displaystyle \psi \left(x\right)} și un „câmp de radiație” {\displaystyle A\left(x\right),} funcții de coordonata {\displaystyle x=\left(x_{0},x_{1},x_{2},x_{3}\right)\,}, sau {\displaystyle x=\left(t,\mathbf {x} \right),} în spațiul Minkowski. Un câmp este un sistem dinamic cu un număr infinit de grade de libertate, distribuite continuu, iar ecuațiile satisfăcute de aceste câmpuri pot fi obținute, pe baza principiului acțiunii minime, dintr-un lagrangian.
Trecerea la o teorie cuantică se face prin procedeul numit cuantificarea a doua: câmpurile sunt reinterpretate ca operatori în spațiul stărilor sistemului. Câmpurilor le sunt impuse relații de comutare (pentru radiație) sau anticomutare (pentru materie), compatibile cu o descompunere în operatori de creare și anihilare în spațiul Fock.
În electrodinamica cuantică se utilizează sistemul de unități naturale în care viteza luminii în vid și constanta Planck redusă au valoarea 1.

### Radiație
În calculele teoretice este convenabilă descrierea câmpului electromagnetic cu ajutorul potențialelor electromagnetice. Potențialul scalar și potențialul vectorial sunt reunite într-un cvadrivector {\displaystyle A=\left(A_{0},A_{1},A_{2},A_{3}\right);} în spațiul liber (adică în absența surselor, sarcini și curenți) acesta satisface ecuația undelor omogenă
{\displaystyle \partial ^{\mu }\partial _{\mu }\,A_{\nu }=0\,,\quad \left(\nu =0,\ldots 3\right)\,,}
care poate fi dedusă din densitatea lagrangiană
{\displaystyle {\mathcal {L}}_{\left(rad\right)}=-\,{\frac {1}{2}}\,\partial _{\mu }A_{\nu }\,\partial ^{\mu }A^{\nu }\,.}
Cuantificarea câmpului de radiație se face dezvoltând potențialele în unde plane
{\displaystyle A_{\mu }\left(x\right)={\frac {1}{{\left(2\pi \right)}^{3/2}}}\sum _{\alpha =1,2}\int {\frac {d\mathbf {k} }{\sqrt {2\omega }}}\;\{e^{\left(\alpha \right)}c_{\mu }\left(\mathbf {k} \right)e^{ikx}+\,e^{\left(\alpha \right)*}{c_{\mu }}^{+}\left(\mathbf {k} \right)e^{-ikx}\}\,,\quad \omega ={\sqrt {{k_{1}}^{2}+{k_{2}}^{2}+{k_{3}}^{2}}}\,,}
unde {\displaystyle e^{\left(\alpha \right)}} sunt doi vectori de polarizare independenți care satisfac condițiile
{\displaystyle e^{\left(\alpha \right)*}e^{\left(\alpha \right)}=1,\quad e^{\left(\alpha \right)}\mathbf {k} =0,\quad \left(\alpha =1,2\right)\,.}
Amplitudinile Fourier sunt interpretate ca operatori care satisfac relațiile de comutare
{\displaystyle \left[c_{\mu }\left(\mathbf {k} \right),c_{\nu }\left(\mathbf {k} '\right)\right]=\left[{c_{\mu }}^{+}\left(\mathbf {k} \right),{c_{\nu }}^{+}\left(\mathbf {k} '\right)\right]=0\,,}
{\displaystyle \left[c_{\mu }\left(\mathbf {k} \right),{c_{\nu }}^{+}\left(\mathbf {k} '\right)\right]=g_{\mu \nu }\delta \left(\mathbf {k} -\mathbf {k} '\right)\,,}
unde {\displaystyle g_{\mu \nu }} e tensorul metric relativist. Pentru {\displaystyle \mu =1,2,3\,} operatorii {\displaystyle c_{\mu }\left(\mathbf {k} \right)\,} și {\displaystyle {c_{\mu }}^{+}\left(\mathbf {k} \right)\,} sunt operatori de anihilare, respectiv creare, a unui foton cu vector de undă {\displaystyle \mathbf {k} \,} și frecvență {\displaystyle \omega \,;} întrucât {\displaystyle g_{00}=-1\,,} pentru {\displaystyle c_{0}\left(\mathbf {k} \right)\,} și {\displaystyle {c_{0}}^{+}\left(\mathbf {k} \right)\,} aceste roluri sunt inversate.
Corespunzător, sunt satisfăcute relațiile de comutare
{\displaystyle \left[c_{\mu }\left(x\right),c_{\nu }\left(x'\right)\right]=-\,ig_{\mu \nu }\,D\left(x-x'\right)\,,}
unde funcția invariantă {\displaystyle D\left(x\right)} se numește propagatorul câmpului de radiație liber.

### Electroni și pozitroni
Electronii și pozitronii liberi sunt descriși de un bispinor cu patru componente
{\displaystyle \psi ={\begin{pmatrix}\psi _{1}\\\psi _{2}\\\psi _{3}\\\psi _{4}\end{pmatrix}}}
care satisface ecuația lui Dirac
{\displaystyle \left(\partial \!\!\!/+m\right)\psi =0\,,\quad \left(\partial \!\!\!/=\gamma ^{\mu }\partial _{\mu }\right)\,,}
unde {\displaystyle m\,} e masa electronului; {\displaystyle \gamma ^{\mu }\;\left(\mu =0,\ldots 3\right)} sunt matrici hermitice 4 × 4 care satisfac relațiile de anticomutare {\displaystyle \{\gamma ^{\mu },\gamma ^{\nu }\}=2g^{\mu \nu }.} Densitatea lagrangiană corespunzătoare este
{\displaystyle {\mathcal {L}}_{\left(mat\right)}=-\,{\bar {\psi }}\left(\partial \!\!\!/+m\right)\,\psi \,,\quad \left({\bar {\psi }}=\psi ^{+}\gamma ^{0}\right)\,.}
Dezvoltarea câmpului în unde plane are forma
{\displaystyle \psi \left(x\right)={\frac {1}{{\left(2\pi \right)}^{3/2}}}\sum _{r=+,-}\int d\mathbf {p} \;{\sqrt {\frac {m}{E}}}\;\{a_{r}\left(\mathbf {p} \right)u_{r}\left(\mathbf {p} \right)e^{ipx}+{b_{r}}^{+}\left(\mathbf {p} \right)v_{r}\left(\mathbf {p} \right)e^{-ipx}\}\,,}
{\displaystyle {\bar {\psi }}\left(x\right)={\frac {1}{{\left(2\pi \right)}^{3/2}}}\sum _{r=+,-}\int d\mathbf {p} \;{\sqrt {\frac {m}{E}}}\;\{b_{r}\left(\mathbf {p} \right){\bar {v}}_{r}\left(\mathbf {p} \right)e^{ipx}+{a_{r}}^{+}\left(\mathbf {p} \right){\bar {u}}_{r}\left(\mathbf {p} \right)e^{-ipx}\}\,,}
unde {\displaystyle E={\sqrt {{p_{1}}^{2}+{p_{2}}^{2}+{p_{3}}^{2}+m^{2}}}\,,} iar {\displaystyle u_{r}\left(\mathbf {p} \right)} și {\displaystyle v_{r}\left(\mathbf {p} \right)} sunt bispinori proprii ai ecuației lui Dirac, corespunzători unor stări staționare de impuls {\displaystyle \mathbf {p} ,} helicitate {\displaystyle r\,} și energie {\displaystyle E,} respectiv {\displaystyle -E,} care satisfac condițiile de ortonormare
{\displaystyle {\bar {u}}_{r}u_{s}=\delta _{rs}\,,\quad {\bar {v}}_{r}v_{s}=-\delta _{rs}\,,\quad \left(r,s=+,-\right)\,.}
Cuantificarea se face interpretând mărimile {\displaystyle a_{r}\left(\mathbf {p} \right)} și {\displaystyle {a_{r}}^{+}\left(\mathbf {p} \right)} ca operatori de anihilare, respectiv creare, de electroni, iar mărimile {\displaystyle b_{r}\left(\mathbf {p} \right)} și {\displaystyle {b_{r}}^{+}\left(\mathbf {p} \right)} ca operatori de anihilare, respectiv creare, de pozitroni. Pentru aceasta, sunt impuse regulile de anticomutare
{\displaystyle \{a_{r}\left(\mathbf {p} \right),{a_{s}}^{+}\left(\mathbf {q} \right)\}=\delta _{rs}\,\delta \left(\mathbf {p} -\mathbf {q} \right)\,,}
{\displaystyle \{b_{r}\left(\mathbf {p} \right),{b_{s}}^{+}\left(\mathbf {q} \right)\}=\delta _{rs}\,\delta \left(\mathbf {p} -\mathbf {q} \right)\,.}
Relația de anticomutare corespunzătoare
{\displaystyle \{\psi \left(x\right),{\bar {\psi }}\left(x'\right)\}=i\,S\left(x-x'\right)\,,}
definește funcția matricială invariantă {\displaystyle S\left(x\right),} propagatorul câmpului de materie liber.

### Interacția radiației cu electronii și pozitronii
Un câmp de radiație și un câmp de materie, libere și independente unul de celălalt, nu există în realitatea fizică: fenomenele radiative se produc în urma interacției dintre cele două sisteme. Ecuațiile câmpurilor trebuie completate cu termeni de cuplaj care să reflecte această interacție.
În prezența unor surse, potențialele electromagnetice satisfac ecuația undelor neomogenă {\displaystyle \;\partial ^{\mu }\partial _{\mu }\,A_{\nu }=-J_{\nu }\;,} cvadrivectorul densitate de curent fiind, conform ecuației lui Dirac, {\displaystyle \;J_{\nu }=-ie{\bar {\psi }}\gamma _{\nu }\psi \;,} unde {\displaystyle e\;} este sarcina elementară. Rezultă
{\displaystyle \partial ^{\mu }\partial _{\mu }\,A_{\nu }=ie{\bar {\psi }}\gamma _{\nu }\psi \,,\quad \left(\nu =0,\ldots 3\right)\,.}
Această ecuație se obține din densitatea lagrangiană
{\displaystyle {\mathcal {L}}={\mathcal {L}}_{\left(rad\right)}+{\mathcal {L}}_{\left(mat\right)}+{\mathcal {L}}_{\left(int\right)}\,,}
care este suma densităților lagrangiene pentru câmpurile libere, plus un termen de cuplaj
{\displaystyle {\mathcal {L}}_{\left(int\right)}=J_{\mu }A^{\mu }=-ie{\bar {\psi }}A\!\!\!/\psi \,.}
Din acest lagrangian se obține și a doua ecuație pentru câmpurile cuplate:
{\displaystyle \left(\partial \!\!\!/+ieA\!\!\!/+m\right)\psi =0\,,\quad \left(A\!\!\!/=\gamma _{\mu }A^{\mu }\right)\,.}

#### Formularea de interacție
Dinamica sistemului constituit din materie și radiație, adică evoluția în timp a operatorilor de câmp și a vectorilor de stare, este determinată de un operator hamiltonian. Ecuațiile stabilite în secțiunea precedentă corespund formulării Heisenberg a teoriei, în care câmpurile depind de timp iar vectorii de stare sunt constanți. Nu există o soluție exactă explicită a acestor ecuații, dar se poate obține o soluție iterativă în cadrul formulării de interacție.
Trecerea la formularea de interacție se face separând în hamiltonian termenii corespunzători câmpurilor libere de partea de interacție, în forma {\displaystyle H=H_{0}+V\,.} Vectorii de stare sunt determinați de ecuația Schrödinger
{\displaystyle i\,{\frac {d\Phi }{dt}}=V\left(t\right)\Phi \,,}
a cărei soluție poate fi scrisă formal ca
{\displaystyle \Phi \left(t_{b}\right)=U\left(t_{b},t_{a}\right)\,\Phi \left(t_{a}\right)\,,\quad \left(t_{b}>t_{a}\right)\,;}
{\displaystyle U\left(t_{b},t_{a}\right)=T\,exp\left\lbrace -i\,\int _{t_{a}}^{t_{b}}V\left(t\right)\,dt\right\rbrace \,.}
Considerând limita dublă
{\displaystyle {\mathcal {S}}=\lim _{t_{b}\rightarrow +\infty }\,\lim _{t_{a}\rightarrow -\infty }U\left(t_{b},t_{a}\right)}
și ținând cont că densitatea de energie de interacție este termenul de cuplaj din densitatea lagrangiană cu semn schimbat
{\displaystyle V\left(t\right)=ie\int {\bar {\psi }}\left(x\right)A\!\!\!/\left(x\right)\psi \left(x\right)\;d\mathbf {x} \,,}
se obține
{\displaystyle {\mathcal {S}}=T\,exp\left\lbrace \,e\,\int _{-\infty }^{+\infty }{\bar {\psi }}\left(x\right)A\!\!\!/\left(x\right)\psi \left(x\right)\,dx\right\rbrace \,.}

#### Formularea de interacție în câmp extern
În unele aplicații importante este necesar să se separe câmpul electromagnetic în două componente, care sunt tratate diferit: un câmp de radiație cuantificat și un câmp extern clasic. Acesta din urmă are surse a căror natură e irelevantă pentru efectele radiative și se reduce adesea la un câmp static într-un sistem de referință particular. Acest caz este tratat într-o formulare intermediară între formularea Heisenberg și formularea de interacție propriu-zisă, numită și formularea Furry: câmpul extern clasic este inclus în hamiltonianul {\displaystyle H_{0}\,}, iar partea de interacție {\displaystyle V\,} conține câmpul de radiație cuantificat.

## Matricea S
Operatorul {\displaystyle {\mathcal {S}}} descrie evoluția temporală a sistemului constituit din materie și radiație în interacție, de la o stare inițială {\displaystyle |i\rangle } în trecutul îndepărtat la oricare dintre stările finale posibile {\displaystyle \{|f\rangle \}} în viitorul îndepărtat. Admițând că ansamblul stărilor finale constituie un sistem complet, rezultatul interacției poate fi dezvoltat sub forma
{\displaystyle {\mathcal {S}}|i\rangle =\sum _{f}|f\rangle \langle f|{\mathcal {S}}|i\rangle \,;}
conform interpretării statistice a teoriei cuantice, expresia {\displaystyle |\langle f|{\mathcal {S}}|i\rangle |^{2}} reprezintă probabilitatea tranziției {\displaystyle |i\rangle \rightarrow |f\rangle \,.} Matricea cu elemente
{\displaystyle S_{fi}=\langle f|{\mathcal {S}}|i\rangle }
a primit numele de matrice S (din engleză: scattering matrix, în română: matrice de împrăștiere). Ea a fost introdusă de Wheeler în studiul reacțiilor nucleare; ulterior, Heisenberg a subliniat rolul central jucat de matricea S în teoria proceselor elementare.

### Calculul iterativ al matricii S
Expresia exponențială a operatorului de evoluție în timp este o notație simbolică pentru seria de integrale multiple
{\displaystyle {\mathcal {S}}=\sum _{n=0}^{\infty }{\mathcal {S}}^{\left(n\right)}\,,}
unde
{\displaystyle {\mathcal {S}}^{\left(0\right)}=1\,,}
{\displaystyle {\mathcal {S}}^{\left(n\right)}={\frac {e^{n}}{n!}}\int _{-\infty }^{\infty }\cdots \int _{-\infty }^{\infty }dx_{n}\cdots dx_{1}\;T\left({\bar {\psi }}\left(x_{n}\right)\gamma ^{\mu _{n}}A_{\mu _{n}}\left(x_{n}\right)\psi \left(x_{n}\right)\cdots {\bar {\psi }}\left(x_{1}\right)\gamma ^{\mu _{1}}A_{\mu _{1}}\left(x_{1}\right)\psi \left(x_{1}\right)\right)\,,\quad \left(n\geq 1\right)\,.}
Simbolul {\displaystyle T\,}, numit produs cronologic, indică faptul că, în produsul de operatori care urmează, factorii apar în ordine crescândă a variabilelor temporale, de la dreapta la stânga: produsul {\displaystyle \psi \left(x_{n}\right)\gamma ^{\mu _{n}}A_{\mu _{n}}\left(x_{n}\right)\psi \left(x_{n}\right)\cdots {\bar {\psi }}\left(x_{1}\right)\gamma ^{\mu _{1}}A_{\mu _{1}}\left(x_{1}\right)\psi \left(x_{1}\right)} este ordonat cronologic dacă {\displaystyle t_{n}>\cdots >t_{1}\,.}
Calculul elementelor de matrice {\displaystyle \langle f|{\mathcal {S}}|i\rangle } pentru un anumit proces fizic se face pe baza acestei dezvoltări în serie. Este implicită în această metodă iterativă presupunerea că termenii succesivi descresc suficient de rapid pentru ca primii termeni să domine și să furnizeze o aproximație bună. Stările inițială și finală sunt stări asimptotice care conțin un număr de electroni și pozitroni cu impuls și helicitate bine determinate, și de fotoni cu vector de undă și polarizare bine determinate. În reprezentarea numerelor de ocupare, aceste stări sunt descrise ca rezultând din aplicarea de operatori de creare sau anihilare asupra stării de vid {\displaystyle |0\rangle .} Cu o notație simplificată:
| pentru electroni: | {\displaystyle \langle 0\|\,a=\langle p\|,} | {\displaystyle \|p\rangle =a^{+}\|0\rangle ;} |
| pentru pozitroni: | {\displaystyle \langle 0\|\,b=\langle q\|,} | {\displaystyle \|q\rangle =b^{+}\|0\rangle ;} |
| pentru fotoni:    | {\displaystyle \langle 0\|\,c=\langle k\|,} | {\displaystyle \|k\rangle =c^{+}\|0\rangle .} |

Termenul de ordin zero, cu elemente de matrice nenule doar dacă stările inițială și finală coincid, nu reprezintă un proces fizic. Elementul de matrice generic
{\displaystyle \langle p_{1f},\ldots \,q_{1f},\ldots \,k_{1f},\ldots |{\mathcal {S}}^{(n)}|p_{1i},\ldots \,q_{1i},\ldots \,k_{1i},\ldots \rangle =\langle 0|a_{1f}\ldots \,b_{1f}\ldots \,c_{1f}\ldots |{\mathcal {S}}^{(n)}|{a_{1i}}^{+}\ldots \,{b_{1i}}^{+}\ldots \,{c_{1i}}^{+}\ldots |0\rangle }
se calculează apelând la dezvoltarea câmpurilor în unde plane. Integrările în spațiu-timp produc o funcție delta cvadridimensională care exprimă conservarea energiei și impulsului. Produsele de operatori de creare și anihilare rezultate din ordonarea cronologică sunt aduse în ordine „normală”, în care operatorii de creare pentru starea finală sunt deplasați spre stânga iar operatorii de anihilare pentru starea inițială sunt deplasați spre dreapta, conform relațiilor de comutare sau anticomutare. Perechile creare-anihilare, cu un factor „intern” provenit din dezvoltarea câmpurilor și un factor „extern” provenit din starea inițială sau finală, se „contractă” pe baza relațiilor de tipul {\displaystyle \langle 0|a\left(\mathbf {p} \right)a^{+}\left(\mathbf {p} \right)|0\rangle =1,} lăsând în urmă bispinori de stare electron sau pozitron și unde electromagnetice plane polarizate. Factorii necontractați se exprimă în funcție de propagatorii cauzali în spațiul impulsurilor: {\displaystyle S^{c}\left(p\right)} pentru câmpul de materie sau {\displaystyle D^{c}\left(k\right)} pentru câmpul de radiație.
Calculul direct al matricii S este anevoios și devine impracticabil în ordine superioare, când numărul termenilor rezultați explodează exponențial. Wick a detaliat structura analitică a acestor termeni, iar diagramele Feynman le dau o expresie grafică, în care stările reale și stările virtuale (propagatorii) sunt reprezentate prin linii continue orientate pentru electroni sau pozitroni și prin linii ondulate pentru fotoni.

### Matricea S în ordinul doi
Matricea S în ordinul întâi ar reprezenta interacția punctuală a trei particule: fie anihilarea (sau crearea) unei perechi electron-pozitron cu emisia (sau absorbția) unui foton, fie emisia sau absorbția spontană a unui foton de către un electron sau pozitron. Aceste procese sunt însă interzise, pentru particule libere, de legea conservării energiei și impulsului.

În ordinul doi, interacția a două particule reale are loc în perechi de puncte din spațiu-timp, între care ea se propagă ca „particulă virtuală”. Secțiunile eficace pentru împrăștierea de electroni, pozitroni și fotoni în această aproximație au fost calculate, pe baza teoriei lui Dirac, înainte de formularea relativist covariantă a QED.

#### Împrăștierea electron-electron
Elementul de matrice S pentru procesul {\displaystyle e^{-}e^{-}\rightarrow e^{-}e^{-},} numit și împrăștiere Møller (1932), conține bispinorii {\displaystyle u\left(p\right)} pentru stările electronice și propagatorul fotonic {\displaystyle {D^{c}}_{\mu \nu }}:
{\displaystyle \langle p_{3},p_{4}|{\mathcal {S}}^{\left(2\right)}|p_{1},p_{2}\rangle =\left(const\right)\delta \left(p_{4}+p_{3}-p_{2}-p_{1}\right)}
{\displaystyle \times \,e^{2}\{\left({\bar {u}}\left(p_{4}\right)\gamma ^{\mu }u\left(p_{2}\right)\right){D^{c}}_{\mu \nu }\left(p_{4}-p_{2}\right)\left({\bar {u}}\left(p_{3}\right)\gamma ^{\nu }u\left(p_{1}\right)\right)}
{\displaystyle -\left({\bar {u}}\left(p_{4}\right)\gamma ^{\mu }u\left(p_{1}\right)\right){D^{c}}_{\mu \nu }\left(p_{4}-p_{1}\right)\left({\bar {u}}\left(p_{3}\right)\gamma ^{\nu }u\left(p_{2}\right)\right)\}\,.}

#### Împrăștierea electron-pozitron
În procesul fermion-antifermion {\displaystyle e^{-}e^{+}\rightarrow e^{-}e^{+}}, sau împrăștiere Bhabha (1936), matricea S conține bispinorii de stare {\displaystyle u\left(p\right)} și {\displaystyle v\left(q\right)} pentru frecvențe pozitive și negative:
{\displaystyle \langle p_{2},q_{2}|{\mathcal {S}}^{\left(2\right)}|p_{1},q_{1}\rangle =\left(const\right)\delta \left(p_{2}+q_{2}-p_{1}-q_{1}\right)}
{\displaystyle \times \,e^{2}\{\left({\bar {u}}\left(p_{2}\right)\gamma ^{\mu }u\left(p_{1}\right)\right){D^{c}}_{\mu \nu }\left(p_{1}-p_{2}\right)\left({\bar {v}}\left(q_{1}\right)\gamma ^{\nu }v\left(q_{2}\right)\right)}
{\displaystyle -\left({\bar {v}}\left(q_{1}\right)\gamma ^{\mu }u\left(p_{1}\right)\right){D^{c}}_{\mu \nu }\left(p_{1}-q_{1}\right)\left({\bar {u}}\left(p_{2}\right)\gamma ^{\nu }v\left(q_{2}\right)\right)\}\,.}

#### Împrăștierea electron-foton
La împrăștierea Compton {\displaystyle e^{-}\gamma \rightarrow e^{-}\gamma }, calculată de Klein și Nishina (1929), apar vectorii de polarizare {\displaystyle e_{\alpha }} ai fotonilor și propagatorul fermionic {\displaystyle S^{c}}:
{\displaystyle \langle p_{2},k_{2}|{\mathcal {S}}^{\left(2\right)}|p_{1},k_{1}\rangle =\left(const\right)\delta \left(p_{2}+k_{2}-p_{1}-k_{1}\right)}
{\displaystyle \times \,e^{2}{\bar {u}}\left(p_{2}\right)\{\left(\gamma {e_{2}}^{*}\right)S^{c}\left(p_{1}+k_{1}\right)\left(\gamma e_{1}\right)}
{\displaystyle +\left(\gamma e_{1}\right)S^{c}\left(p_{1}-k_{2}\right)\left(\gamma {e_{2}}^{*}\right)\}u\left(p_{1}\right)\}\,.}

### Amplitudine, probabilitate, secțiune eficace și viață medie
Afirmația că expresia {\displaystyle |\langle f|{\mathcal {S}}|i\rangle |^{2}} reprezintă probabilitatea tranziției {\displaystyle |i\rangle \rightarrow |f\rangle } trebuie precizată. Elementul de matrice calculat se referă la un proces idealizat care are loc în întregul spațiu și durează un timp infinit, pe când procesul fizic real se petrece într-un volum limitat {\displaystyle V\,} și durează un timp finit {\displaystyle T\,.} Mărimea care poate fi comparată cu rezultatele experimentale este densitatea de probabilitate în spațiu-timp, adică probabilitatea pe unitate de volum și unitate de timp:
{\displaystyle \Gamma =\lim _{T\rightarrow \infty }\,\lim _{V\rightarrow \infty }{\frac {{|\langle f|{\mathcal {S}}|i\rangle |_{VT}}^{2}}{VT}}\,.}
Elementul de matrice S, după eliminarea termenului nefizic {\displaystyle {\mathcal {S}}^{(0)}=1\,,} are forma
{\displaystyle \langle f|{\mathcal {S}}|i\rangle =\delta \left(P_{f}-P_{i}\right)\langle f|M|i\rangle \,,}
unde {\displaystyle P_{i}} și {\displaystyle P_{f}} sunt cvadrivectorii energie-impuls în stările {\displaystyle |i\rangle }, respectiv {\displaystyle |f\rangle \,.} Elementul de matrice redus {\displaystyle \langle f|M|i\rangle } se numește amplitudinea procesului {\displaystyle |i\rangle \rightarrow |f\rangle \,,} în funcție de care probabilitatea se exprimă prin
{\displaystyle \Gamma =(const){\left(2\pi \right)}^{-4}\delta \left(P_{f}-P_{i}\right){|\langle f|M|i\rangle |}^{2}\,.}
Factorul constant este determinat de normarea funcțiilor de stare ale particulelor în volumul {\displaystyle V.}
Dacă în experimentul considerat anumiți parametri (de exemplu spinul sau polarizarea) nu sunt specificați se efectuează o sumare peste stările finale și o mediere peste stările inițiale respective:
{\displaystyle \Gamma =(const){\left(2\pi \right)}^{-4}\sum _{f}{\overline {\sum _{i}}}\delta \left(P_{f}-P_{i}\right){|\langle f|M|i\rangle |}^{2}\,.}
Probabilitatea, raportată la fluxul de particule în starea inițială, se numește secțiune eficace; ea este mărimea utilizată de experimentatori pentru a caracteriza cantitativ interacțiunea care stă la baza procesului considerat. În sisteme complexe, în care interacționează subsisteme alcătuite din electroni, pozitroni și fotoni, inversa probabilității totale, obținută prin sumarea asupra tuturor stărilor finale posibile, se numește viața medie a sistemului.

## Diagrame Feynman
Calculul elementelor de matrice S în cadrul soluției iterative este facilitat de o metodă grafică introdusă de Feynman, care a dezvoltat o reprezentare a propagării interacției electromagnetice în spațiu-timp, propusă de Stueckelberg. În practică se utilizează diagramele Feynman în spațiul impulsurilor (este vorba despre cvadrivectorul impuls-energie), mai potrivite în studiul proceselor de împrăștiere.
O diagramă Feynman de ordin {\displaystyle n\,} se sprijină pe {\displaystyle n\,} puncte, numite vertexuri. În fiecare vertex se întâlnesc trei linii: două linii continue orientate, atașate unui electron sau pozitron, și o linie ondulată, atașată unui foton. Fiecare linie are atașat un impuls iar fiecare vertex are atașată o matrice gama și o funcție delta, astfel încât impulsul să se conserve. Orientarea liniilor fermionice indică sensul în care se propagă sarcina electronică (negativă), astfel încât la fiecare vertex sarcina electrică să se conserve. Drept consecință, orientarea liniei atașate unui pozitron este contrară orientării impulsului respectiv. O linie externă (cu un capăt pe un vertex și celălalt capăt liber) reprezintă funcția de stare a unei particule incidente sau emergente în/din procesul considerat. O linie internă (care unește două vertexuri) reprezintă un propagator, fermionic sau fotonic. Se integrează asupra variabilelor ce corespund buclelor interne.
Pentru a calcula elementul de matrice {\displaystyle \langle f|{\mathcal {S}}^{\left(n\right)}|i\rangle } se construiesc toate diagramele Feynman cu {\displaystyle n\,} vertexuri, topologic distincte și cu liniile externe corespunzătoare stărilor inițială și finală. Contribuțiile lor se sumează, semnul fiecărui termen fiind determinat de permutările fermionilor din stările inițială și finală și de numărul buclelor fermionice interne. Rezultatul obținut pe baza diagramelor Feynman este cel indicat de teorema lui Wick.
| Componenta diagramei Feynman | Componenta diagramei Feynman | Factorul în elementul de matrice S                                                   | Factorul în elementul de matrice S |
| ---------------------------- | ---------------------------- | ------------------------------------------------------------------------------------ | ---------------------------------- |
| linie fotonică externă       |                              | {\displaystyle {\frac {1}{\sqrt {2\omega }}}e_{\mu }\left(\mathbf {k} \right)}       | foton incident                     |
| linie electronică externă    |                              | {\displaystyle {\sqrt {\frac {m}{E}}}u\left(\mathbf {p} \right)}                     | electron incident                  |
| linie pozitronică externă    |                              | {\displaystyle {\sqrt {\frac {m}{E}}}{\bar {v}}\left(\mathbf {q} \right)}            | pozitron incident                  |
| linie fotonică externă       |                              | {\displaystyle {\frac {1}{\sqrt {2\omega }}}{e_{\mu }}^{*}\left(\mathbf {k} \right)} | foton emergent                     |
| linie electronică externă    |                              | {\displaystyle {\sqrt {\frac {m}{E}}}{\bar {u}}\left(\mathbf {p} \right)}            | electron emergent                  |
| linie pozitronică externă    |                              | {\displaystyle {\sqrt {\frac {m}{E}}}v\left(\mathbf {q} \right)}                     | pozitron emergent                  |
| linie fotonică internă       |                              | {\displaystyle g_{\mu \nu }{\frac {1}{k^{2}-i\epsilon }}}                            | propagator fotonic                 |
| linie fermionică internă     |                              | {\displaystyle {\frac {ip\!\!\!/-m}{p^{2}+m^{2}-i\epsilon }}}                        | propagator fermionic               |
| vertex                       |                              | {\displaystyle \gamma ^{\mu }\delta \left(p-p'-k\right)}                             | conservare impuls-energie          |

## Divergențe și renormare
Expresiile analitice ale amplitudinilor sunt bine definite în ordinul cel mai jos al teoriei perturbațiilor; în ordine superioare, care corespund unor diagrame Feynman care conțin bucle închise, ele sunt ambigue sau infinite. Aceste așa-numite divergențe au origini diferite: unele sunt rezultatul unor metode de calcul inadecvate, altele sunt strâns legate de caracterul interacției electromagnetice și, în ultimă instanță, de faptul că un câmp e un sistem cu un număr infinit de grade de libertate.

### Divergențe remediabile prin calcul
În această categorie sunt grupate expresii divergente dar care fie nu au efect asupra rezultatelor fizice, fie pot fi înlăturate prin adoptarea unor metode de calcul adecvate.
- Divergențe asociate cu starea de vid. Diagramele fără linii externe reprezintă fluctuații inobservabile ale stării de vid și ca atare sunt ignorate. Ele pot însă apărea, sub forma de „bule” disjuncte, alături de diagrame care descriu procese reale. Efectul lor este un factor de fază în elementul de matrice S; faza e infinită dar nu afectează rezultatul fizic, care depinde de modulul amplitudinii, așa că ele pot fi din nou ignorate.

- Divergențe infraroșii. Denumirea acestor divergențe se explică prin aceea că ele se manifestă în procese în care sunt implicați fotoni de joasă frecvență (fotoni „soft”). Ele sunt cauzate de metodele de calcul utilizate și se elimină prin perfecționarea acestora.

- Divergențe asociate cu interacția foton-foton. Un exemplu tipic îl constituie diagrama de ordinul patru cu patru linii fotonice externe care descrie împrăștierea foton-foton. Procedeul cel mai direct pentru a le elimina constă în exploatarea invarianței la etalonare a electrodinamicii.

### Divergențe eliminabile prin renormare
Există o categorie de divergențe „serioase” care nu pot fi eliminate prin modificarea metodelor de calcul, pe baza postulatelor de invarianță relativistă și invarianță la etalonare. Dyson a arătat cum, din amplitudinile divergente calculate cu ajutorul diagramelor Feynman, se pot extrage, prin metode specifice, expresii finite în acord cu rezultatele experimentale. Eliminarea acestor divergențe se face în două etape. Întâi, ele trebuie identificate în expresiile analitice ale elementelor de matrice și în diagramele Feynman, și izolate de rest. Urmează constatarea că aceste expresii infinite apar asociate cu două constante fenomenologice: masa și sarcina electronului. Ele sunt eliminate prin redefinirea acestor constante la valorile măsurate experimental; procedura se numește renormarea masei și sarcinii.

#### Energia proprie a electronului
Diagramele cu două linii electronice externe și fără nicio linie fotonică externă descriu energia proprie a electronului, al cărei echivalent în electrodinamica clasică este autointeracția rezultată din emisia și reabsorbția de radiație. Exemplul cel mai simplu se obține inserând o linie fotonică internă într-o linie electronică externă.

#### Polarizarea vidului
Diagramele cu două linii fotonice externe și nicio linie electronică externă descriu polarizarea vidului, efect inexistent în electrodinamica clasică, unde liniaritatea ecuațiilor lui Maxwell nu permite interacția radiației cu ea însăși. Cel mai simplu exemplu se obține inserând o buclă electronică internă într-o linie fotonică externă.

#### Corecția de vertex
Diagramele cu două linii electronice externe și o linie fotonică externă se numesc corecții de vertex. Cea mai simplă se obține dintr-un vertex, conectând liniile electronice printr-o linie fotonică internă. O corecție de vertex nu poate apărea ca diagramă separată, ea fiind interzisă de conservarea impulsului, dar se poate substitui oricărui vertex dintr-o diagramă mai mare.

## Teorie și experiment: probleme și rezultate
Testul experimental decisiv al electrodinamicii cuantice a fost măsurarea diferenței de energie între nivelele 2s1/2 și 2p1/2 ale atomului de hidrogen (deplasarea Lamb), pe care mecanica cuantică relativistă le indica degenerate. Rezultatul arată că electronul posedă un moment magnetic anomal, astfel că factorul Landé (g-factor) este mai mare decât valoarea „normală” {\displaystyle g=2\,} și în bun acord cu valoarea calculată de Schwinger și Feynman în prima aproximație nenulă a teoriei perturbațiilor. Rezultatul calculelor teoretice duse până în ordinul opt e rezumat în expresia
{\displaystyle {\frac {g}{2}}=1\,+\,0,5\left({\frac {\alpha }{\pi }}\right)-\,0,32847844400\,{\left({\frac {\alpha }{\pi }}\right)}^{2}+\,1,1812340168\,{\left({\frac {\alpha }{\pi }}\right)}^{3}-\,1,7283\,{\left({\frac {\alpha }{\pi }}\right)}^{4}\,,}
unde {\displaystyle \alpha =1/137,035\;999\;710\,} este constanta structurii fine. Dyson a argumentat că raza de convergență a acestei serii este zero; totuși, valoarea mică a constantei de cuplaj materie-radiație permite calcule numerice foarte precise pe baza unei serii numerice doar asimptotic convergentă. Feynman a comentat că „nu există nicio diferență semnificativă între experiment și teorie” și a tras concluzia că electrodinamica cuantică este „piatra nestemată a fizicii” (the jewel of physics).
| Valoare calculată de Schwinger și Feynman                 | Valoare calculată în ordinul opt al teoriei perturbațiilor | Rezultat experimental din anul 1986                        |
| --------------------------------------------------------- | ---------------------------------------------------------- | ---------------------------------------------------------- |
| {\displaystyle {\frac {g}{2}}=1+{\frac {\alpha }{2\pi }}} | {\displaystyle {\frac {g}{2}}=1,001\;159\;652\;193\;(4)}   | {\displaystyle {\frac {g}{2}}=1,001\;159\;652\;459\;(135)} |

Tehnica diagramatică introdusă de Feynman este atât de eficientă încât i-a permis să obțină în puține ore rezultate care, prin metode convenționale, le-au luat altora mai multe luni. Schwinger nu aprecia această metodă, care pune accentul pe aspectul corpuscular (particulă) al teoriei, trecând în plan secundar aspectul ondulatoriu (câmp); el a făcut cândva comentariul ambiguu: „Ca și circuitele integrate cu siliciu din anii mai recenți, diagrama Feynman a adus calculul la îndemâna maselor”. (Like the silicon chips of more recent years, the Feynman diagram was bringing computation to the masses.) Verificarea fină a teoriei prin calcularea elementelor de matrice în ordine superioare ar fi însă practic imposibilă fără această unealtă. Astăzi, diagramele Feynman sunt utilizate ca instrument de calcul în multe ramuri ale fizicii, de la fizica nucleară și fizica particulelor elementare la fizica solidului.
Existența divergențelor în soluția iterativă (și poate chiar în general, cum a sugerat Källén) este un aspect „patologic” al electrodinamicii cuantice, legat de caracterul interacției materie-radiație la energii mari (sau, echivalent, la distanțe mici) și pe care teoria actuală nu îl poate reda. Renormarea este un procedeu ingenios și eficient de a extrage din expresii divergente informații despre mărimi fizice reale, care pot fi comparate cu rezultatele experimentale. Totuși, în spusele lui Feynman: „e ceea ce aș numi un proces sucit!” (a dippy process)
Electrodinamica cuantică este teoria interacțiilor electromagnetice și totodată un prototip pentru teorii de câmp care încearcă să explice alte interacții fundamentale, cum e cromodinamica cuantică. Dar constanta de cuplaj adimensională pentru forțele nucleare are o valoare cuprinsă între 7 și 57, și nu 1/137, iar teoria perturbațiilor nu e aplicabilă: diagramele Feynman pot fi utilizate pentru a ilustra calitativ câmpurile implicate, nu ca instrumente de calcul. În 1951 Feynman îl avertiza pe Fermi: „Să nu crezi niciun calcul din teoria mezonilor care utilizează o diagramă Feynman!”